# Club de Fútbol Nuevo León
El Club de Fútbol Nuevo León, també conegut com a Jabatos de Nuevo León, fou un club de futbol mexicà de la ciutat de Monterrey, Nuevo León. El club va ser fundat el 1957.

## Palmarès
- Segunda División Profesional: 
  - 1965-66

- Segunda División "B": 
  - 1987-88